# Cedep
Cedep, acrónimo de Centro de Estudios del Deporte, es una organización chilena dedicada al estudio y preservación del patrimonio deportivo. Fue fundado el 1 de septiembre de 2001 como central de estadística deportiva por los periodistas José Luis Fernández y Jorge Nazar.
Como editorial, hasta 2024 publicó cerca de 60 libros de temática deportiva, dentro de los que destacan varios libros sobre fútbol.